# Ijjas József
Ijjas József (Baja, 1901. november 5. – Kalocsa, 1989. április 29.) magyar római katolikus pap, kalocsai érsek (1969. február 18. – 1987. június 5.). Eredeti neve Ikotity (1931-ig).

## Pályafutása
Középiskoláit Baján és Kalocsán, a teológiát Budapesten végezte. 1925. június 14-én Kalocsán pappá szentelték.
Előbb Dusnokon káplán, 1927-ben Szeremlén adminisztrátor, majd a kalocsai szeminárium prefektusa és tanára volt. 1928-ban Rómában az Institutum Biblicumon tanult tovább. 1929-től érseki szertartó, 1931-től főegyházmegyei cenzor Kalocsán, majd 1935-től a budapesti Szent Imre Kollégium prefektusa volt. 1937-ben Jeruzsálemben a Szent István zarándokház igazgatójaként szolgált. 1942-ben zsinati vizsgáló, 1944-ben pápai prelátus, majd ugyanezen év decemberében plébánoshelyettes lett Dusnokon. 1947-ben a kalocsai Szent Imre-templom plébánosa, 1950-től főszentszéki bíró, 1954-től plébános Miskén, 1956-ban esperes, 1962-től Baja-Belvárosban plébánoshelyettes volt.

### Püspöki pályafutása
Részt vett a második vatikáni zsinaton. 1964. szeptember 15-én VI. Pál pápa tagaratai címzetes püspökké és csanádi apostoli adminisztrátorrá nevezte ki. Október 28-án Budapesten szentelték püspökké.
Hamvas Endre érsek lemondása után ő került a Kalocsai főegyházmegye élére. 1976-tól pápai trónálló lett.
„Illés”, „Péter”, majd végül „Máté” fedőnévvel szerepel az állambiztonsági ügynökök nyilvántartásaiban. Feltehetően zsarolással szervezték be (a Vatikánhoz is érkezett ellene feljelentés házvezetőnőjével folytatott viszonya miatt). Az állambiztonság feltételezte, hogy Casaroli püspök is megzsarolta ugyanezen ok miatt és ezért megbízhatatlannak, kettős ügynöknek gyanították.
1987. június 5-én II. János Pál pápa elfogadta lemondását. Utódja Dankó László lett a kalocsai érseki székben. 1989. április 29-én halt meg Kalocsán.